# Escuela de Artes Aplicadas y Oficios Artísticos de Zaragoza
La Escuela de Artes Aplicadas y Oficios Artísticos de Zaragoza es uno de los tres edificios que se conservan de la Exposición Hispanofrancesa conmemorativa de los Sitios de Zaragoza celebrada en 1908.
Después de la Exposición el edificio se dedicó a Escuela de Artes Aplicadas y Oficios Artísticos, Escuela de Comercio y Biblioteca pública.
Fue declarado Bien de Interés Monumental.

## Características
El arquitecto Félix Navarro Pérez proyectó y dirigió las obras. Colaboró el cantero Justo Ravinal y el herrero Candelario H. Martín. Los trabajos de fundición los realizó la Sociedad Pellicer y Juan. El programa escultórico lo dirigió Carlos Palao.
El edificio ocupa una manzana cuadrangular entre la Plaza de los Sitios, la calle Segismundo Moret, la calle Miguel Allué Salvador y la calle Jaime Balmes. Tiene 3 plantas y sótano. Está construido en ladrillo caravista salvo enmarques y columnillas en piedra.
Se accede al edificio por una pequeña escalinata. La puerta de acceso es en arco de medio punto sobre columnas. Tiene un forjado con la retícula de un panal y 7 abejas.
En los cuerpos laterales hay dos grandes lápidas con los nombres de ciudadanos civiles y militares defensores de la ciudad en los Sitios.
Utiliza una estética ecléctica con referencias renacentistas y mudéjares.
En el interior se usa profusamente el hierro de forma funcional y constructiva al modo modernista.
Actualmente el edificio no tiene uso y está cerrado.

## Escuela de Artes
La Escuela de Arte de Zaragoza se fundó en 1894 en un contexto social que demandaba una enseñanza artística profesionalizada a semejanza del movimiento Art and Crafts europeo.
Hasta 2009 se hallaba en un edificio histórico del centro de la ciudad, en la Plaza de los Sitios 5, próxima al Museo Provincial de Bellas Artes.
A partir de entonces y tras su división administrativa en dos centros (la Escuela de Arte y la Escuela Superior de Diseño), tiene su sede en un edificio de nueva construcción con modernas instalaciones que suman más de 15 000 metros cuadrados en la calle María Zambrano, 5.

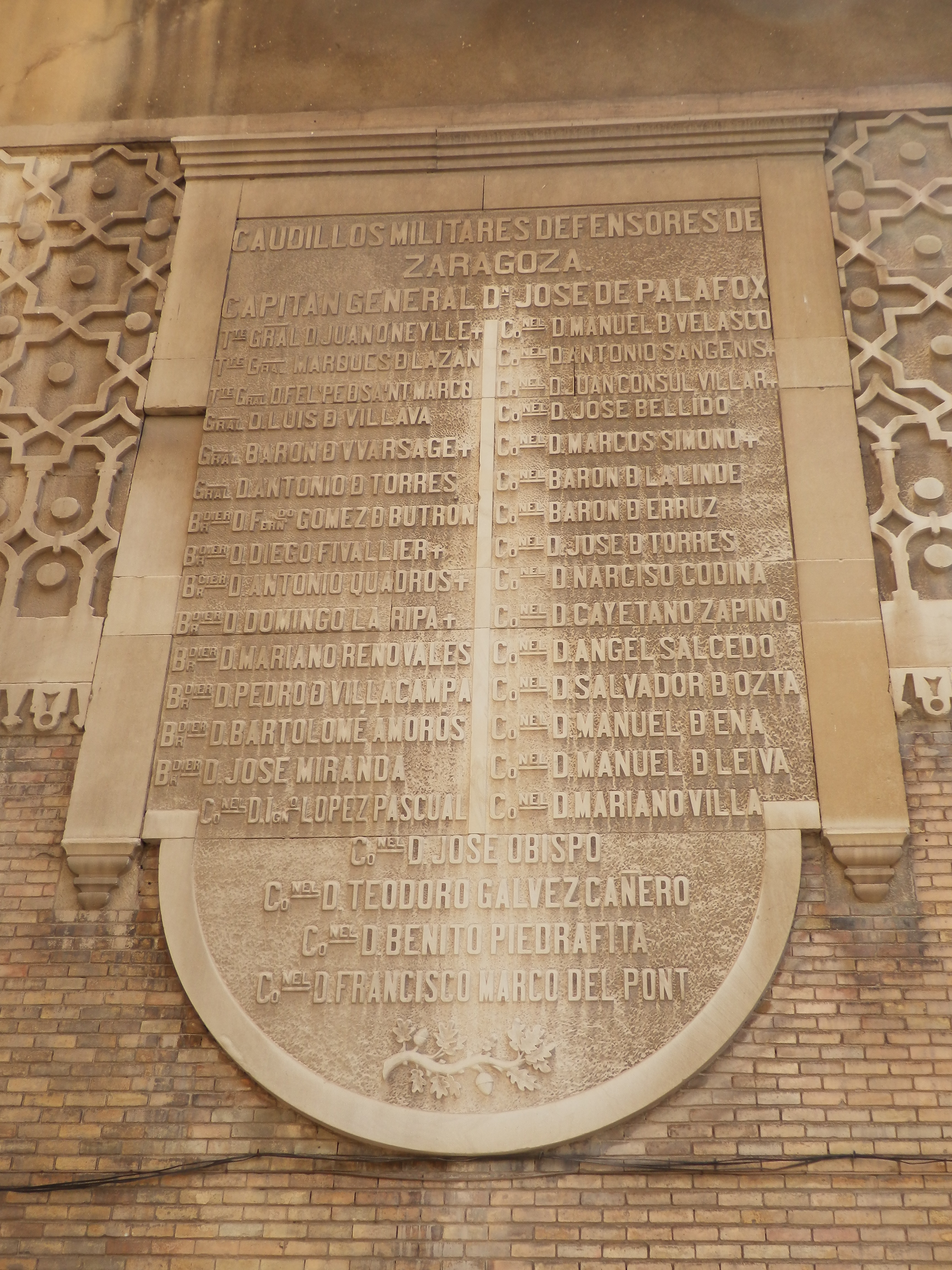
Lápida de los militares defensores de la ciudad en los Sitios
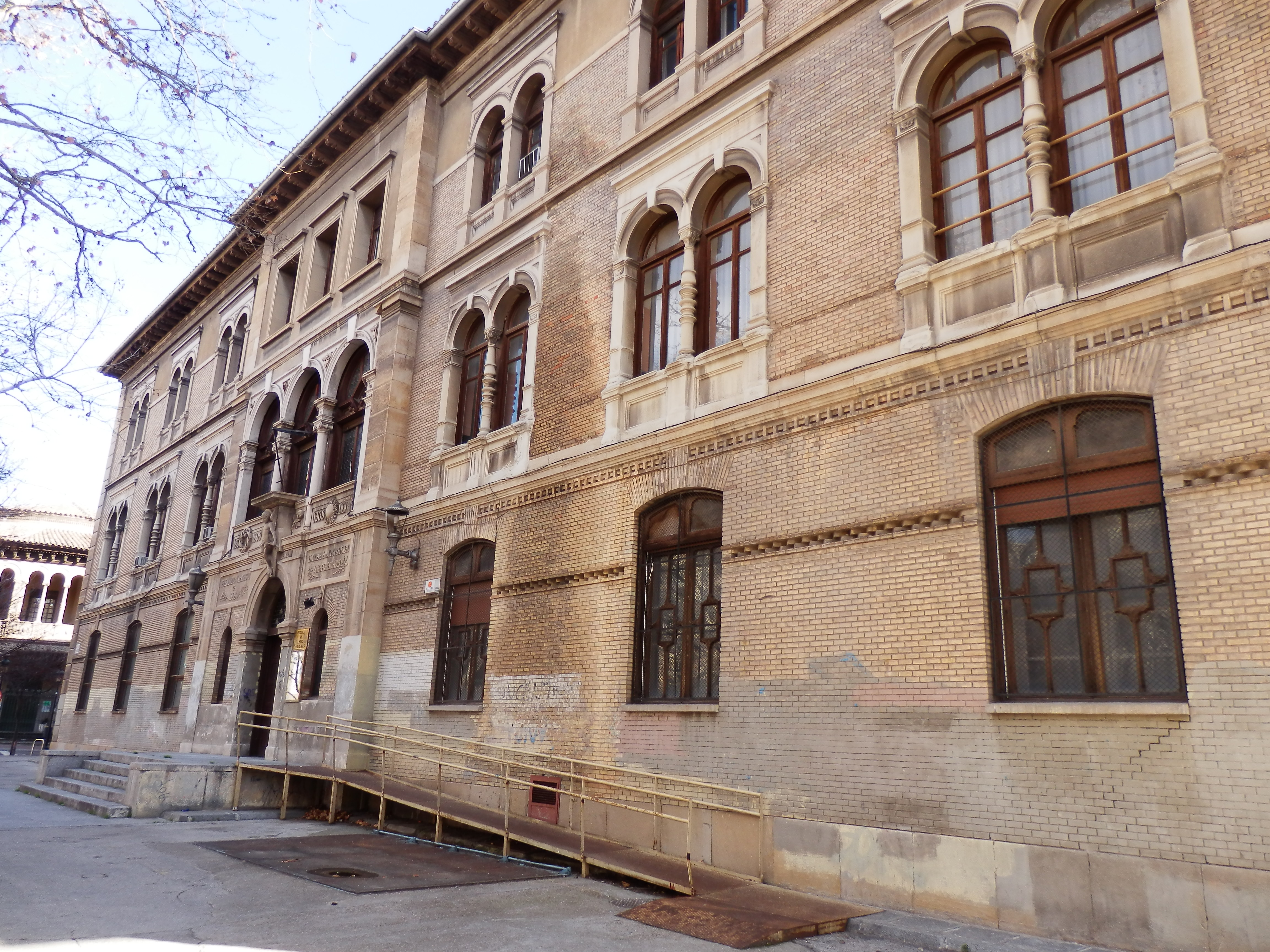
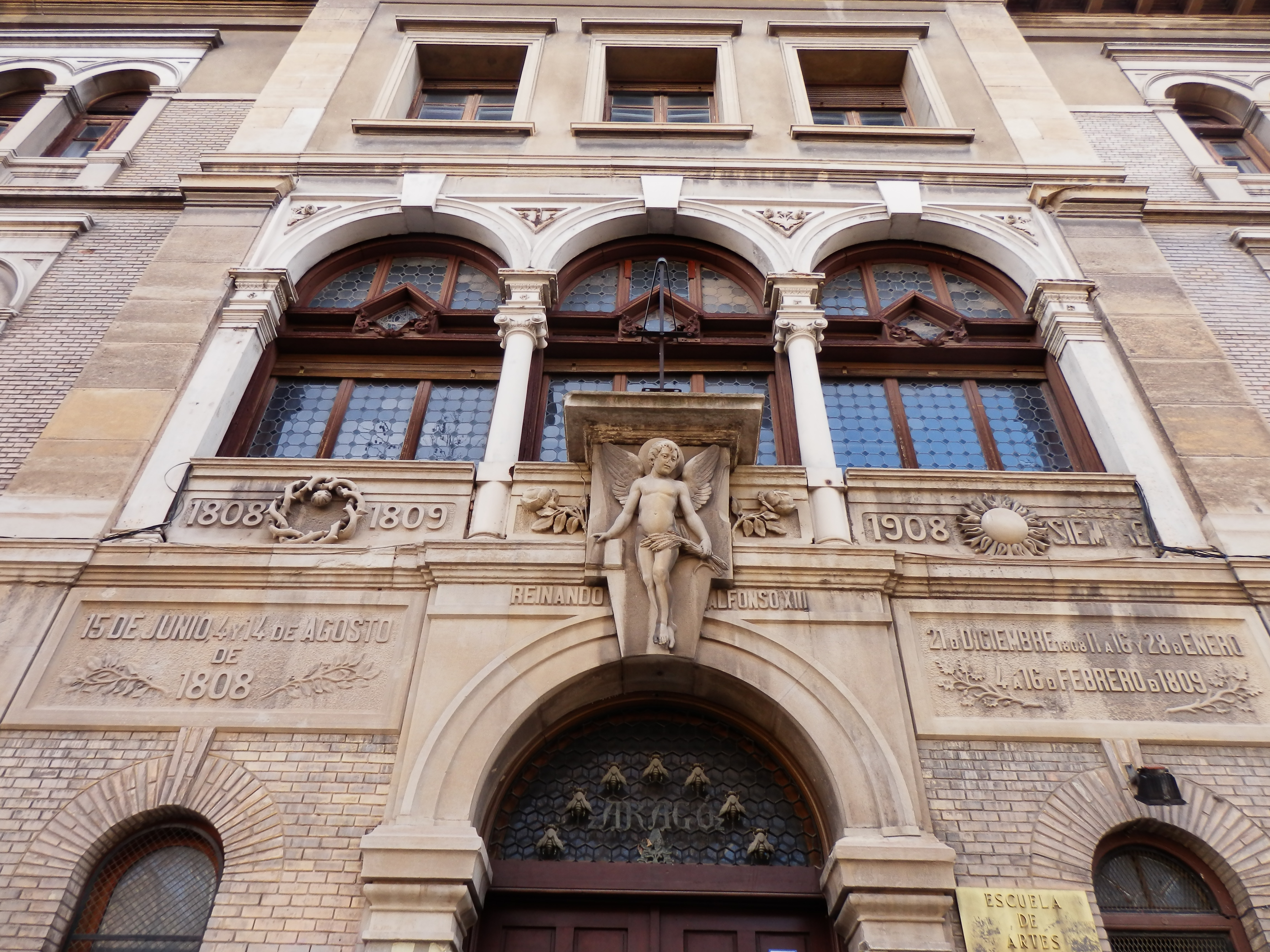
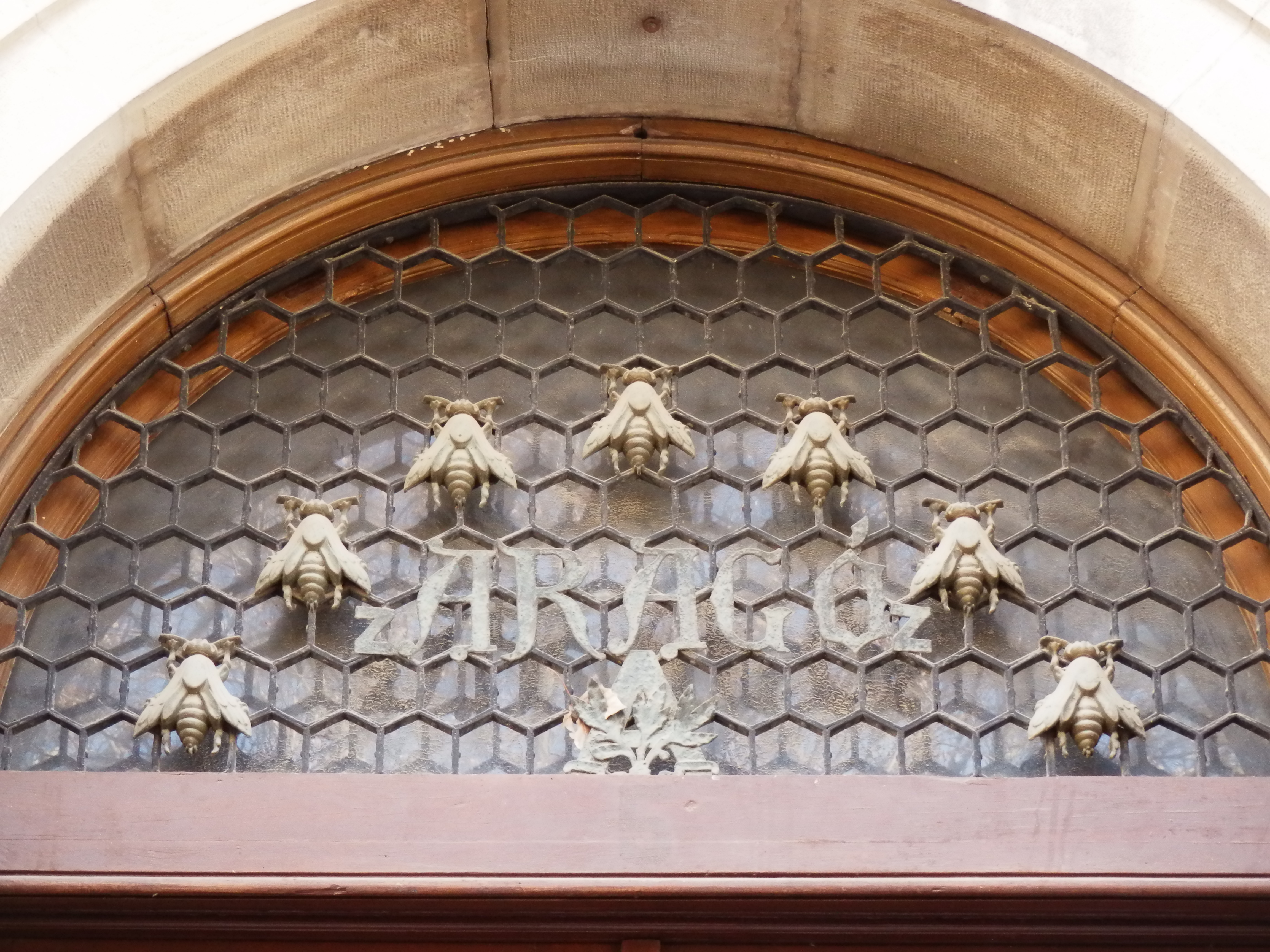
Panal y 7 abejas en hierro
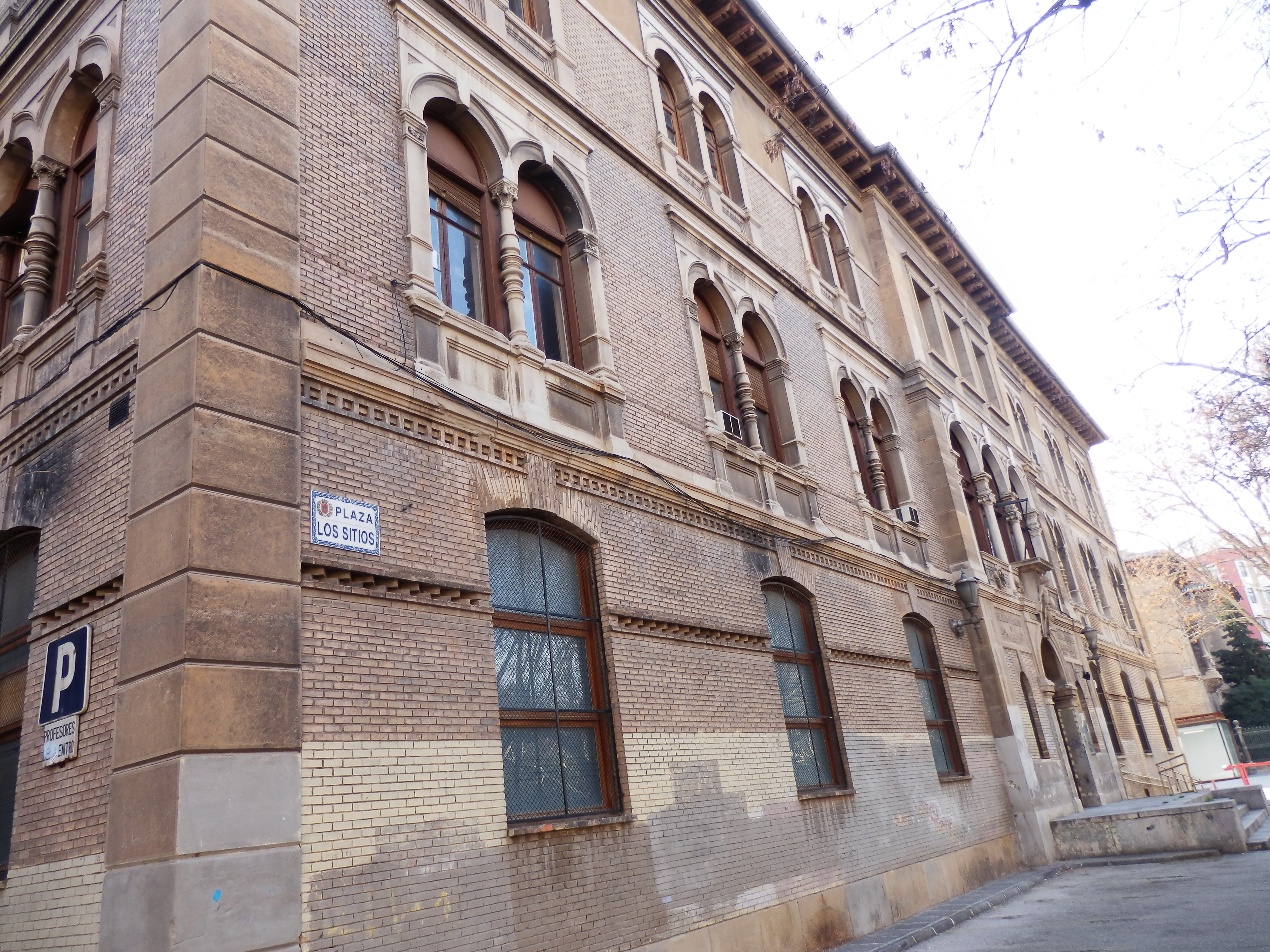
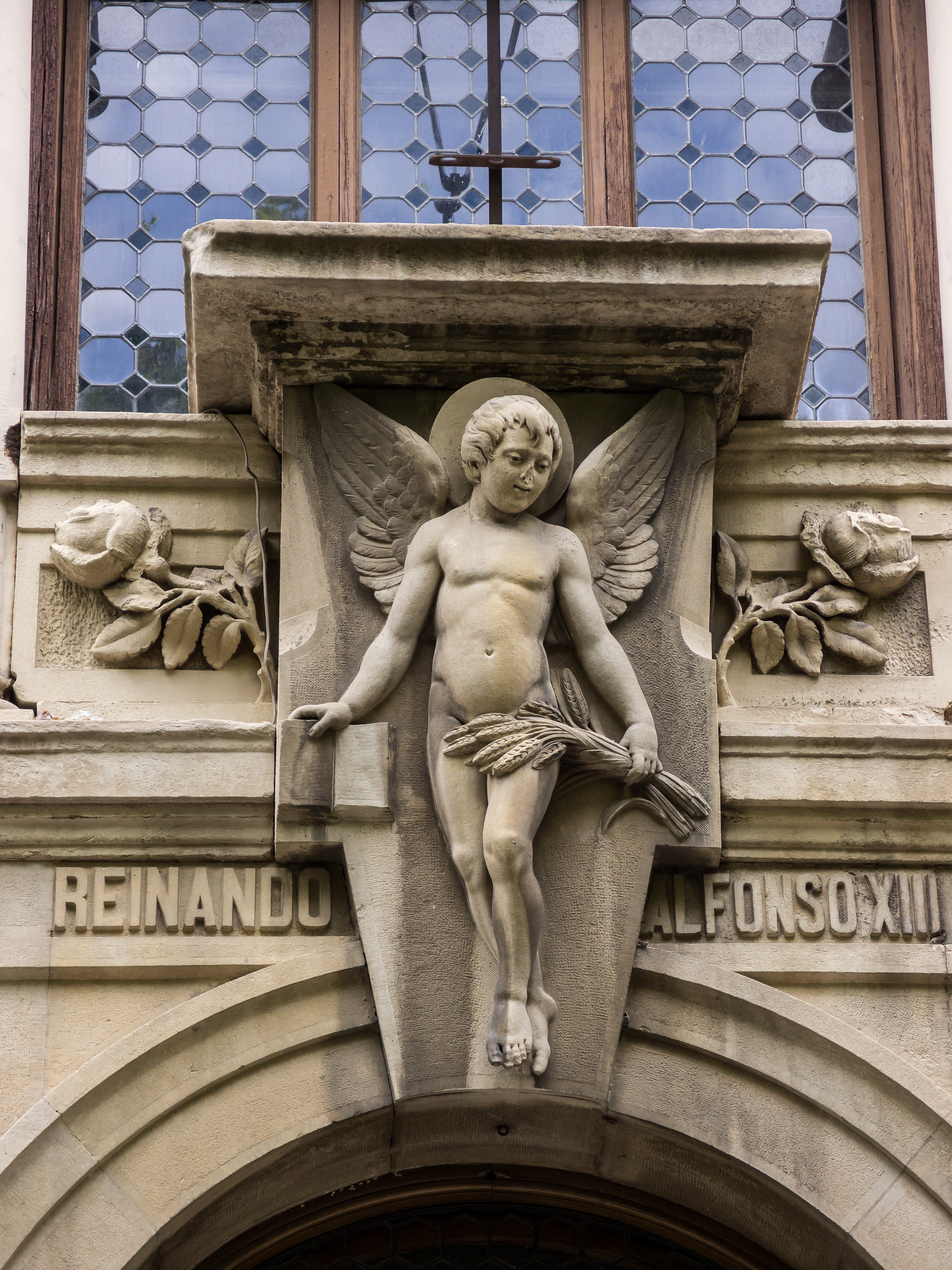
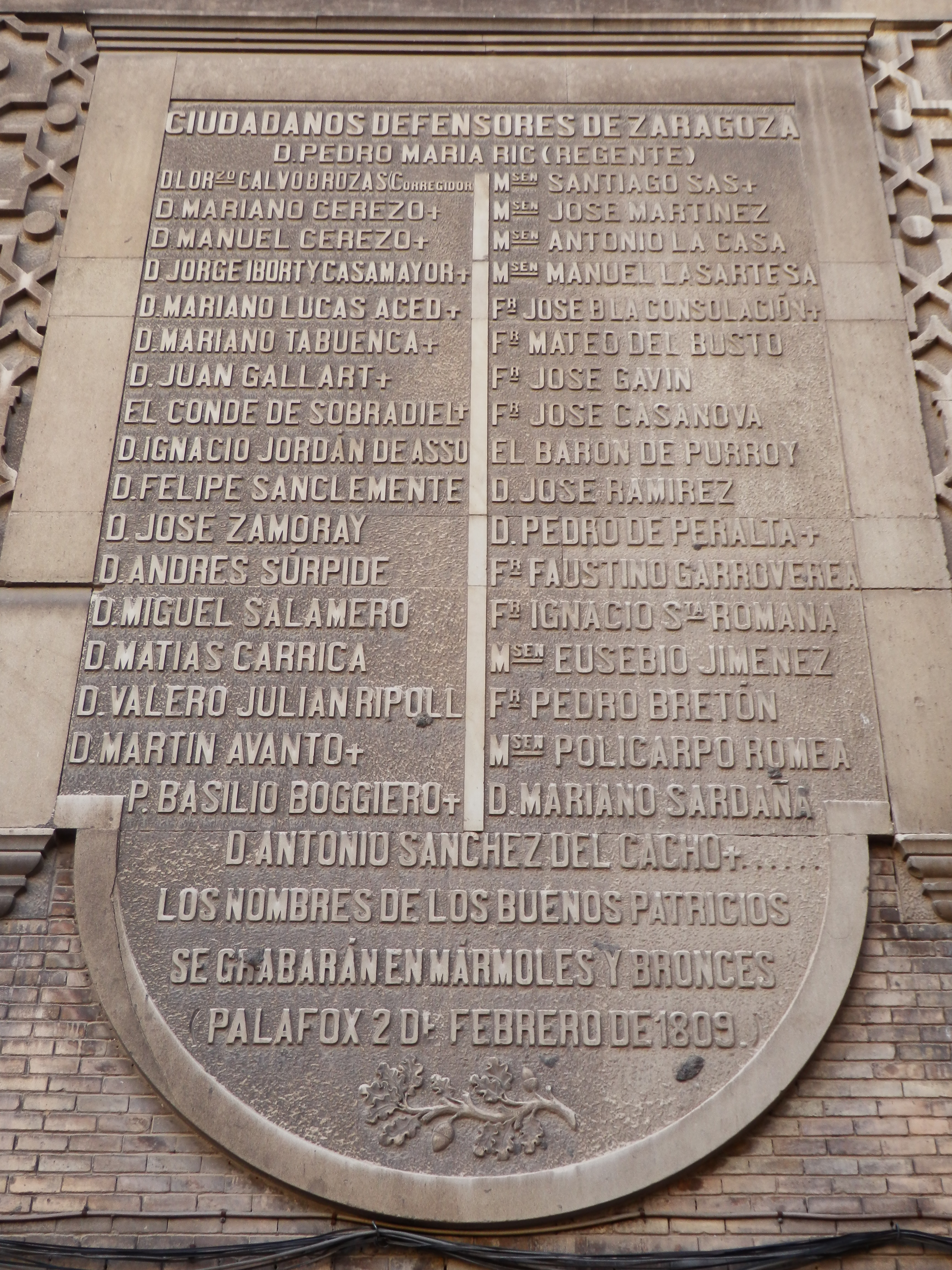
Lápida de los ciudadanos defensores de la ciudad en los Sitios